# M41火炎放射器
M41火炎放射器（M41かえんほうしゃき）は、ナチス・ドイツで開発・運用された携帯式火炎放射器。M35火炎放射器の後継であり、1942年に制式化された。FmW41と表記する資料もある。

## 概要
元々は空挺部隊の戦闘工兵用として開発されたもので、1942年に制式化された。背負い式のタンクは上下二段型で、上段の小型タンクに放射用窒素、下段のタンクに燃料が充填されている。M35と比較すると、M41火炎放射器では燃料が11.8から7.5リットルまで少なくなったが、重量は35.8から18キログラムまで大幅に軽量化され、実用的な重さになった。
6万基近くが製造され、ドイツ国防軍の標準火炎放射器として配備された。